# Littérature malgache
 (janvier 2020).
La littérature malgache désigne l'ensemble des littératures, orales et écrites, en malgache ou dans une des langues de Madagascar, autochtones ou importées, rédigées par des Malgaches, y compris ceux de la diaspora,, ou des résidents.

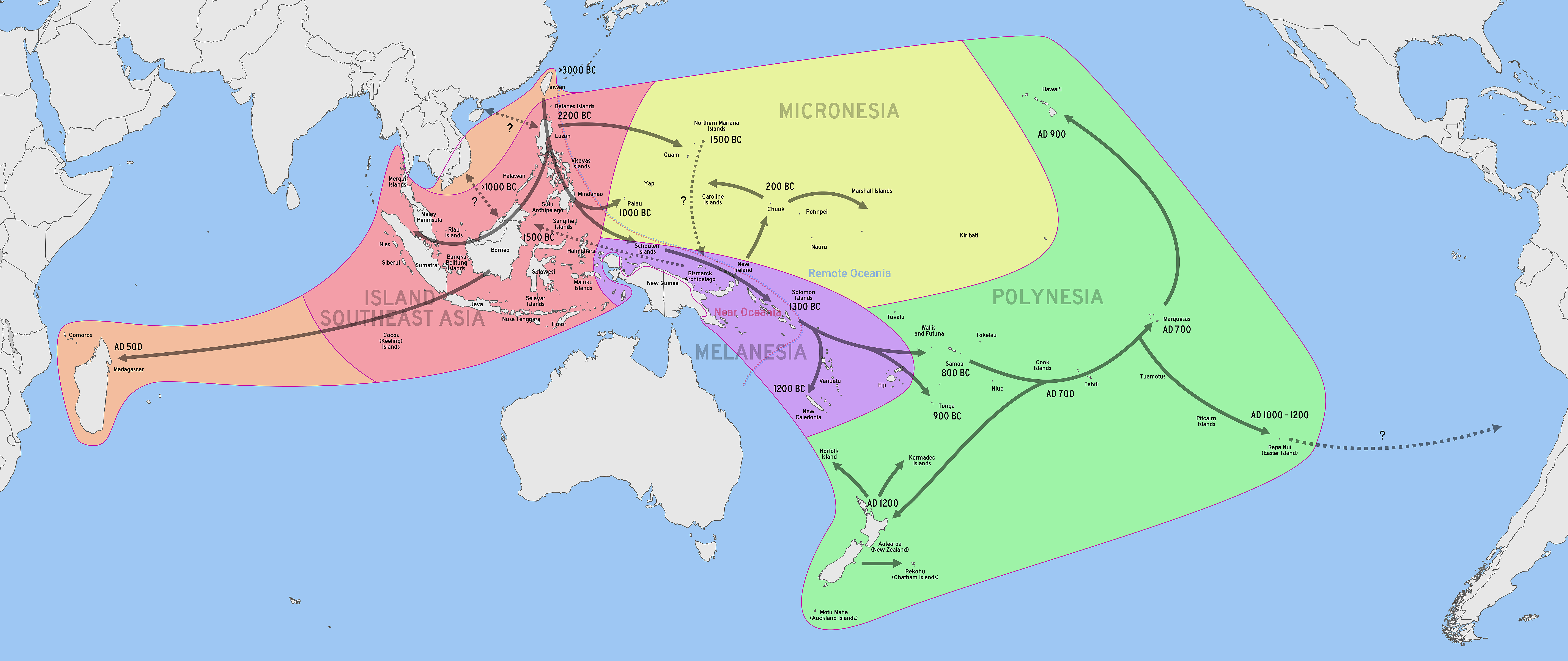
Chronologie 2012 de la dispersion austronésienne

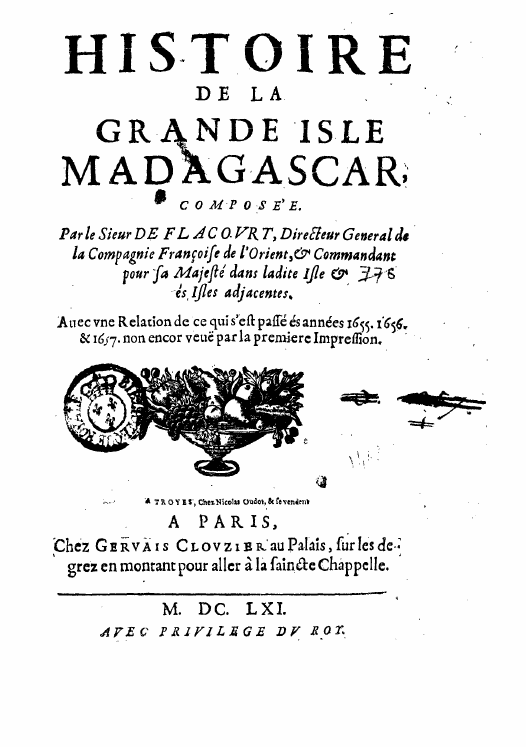
Couverture de l'histoire de la Grande Isle (1661), par Étienne de Flacourt, contenant un résumé de l'Ibonia.

## Littérature orale
Une répartition plausible serait :
1. formes brèves : proverbes, maximes, adages, dictons, devises, emblèmes, devinettes, énigmes, contes, chansons,
2. lignées (familles, villages) : listes ordonnées de noms (anthroponymes) et de lieux (toponymes),
3. art et artisanat : lexique de termes et techniques,
4. pharmacopée et médecine : plantes, traitement médical (et social),
5. récits fondateurs (mythes, légendes), rites et rituels (religieux et civils)[3],[4]…

## Histoire

### Protohistoire
- Peuplements austronésiens, vers - 2 000 à 1 500
- Immigrations de visiteurs (Vazahas), vers 700 à 1 500

### Avant 1500
- Vazimbas, premiers occupants, regroupements incertains
- Traite orientale, Oman, Zanguebar puis Zanzibar (sultanat), Islamisation
- Genres littéraires Betsileo, principalement à l'oral
- Ibonia, poème épique, versions diverses par tradition orale, collectées en 1830 puis des années 1870 au XXIe siècle

### 16esiècle-17esiècle-18esiècle
- Repères historiques : Période féodale (1500-1895), Royaumes de Madagascar (1500-1817), Premiers Européens (1500-1817)
- Immigrants : Karanes, Sinoas, Vazahas[5]
- Libertalia (vers 1670), Maurice Beniowski (vers 1775)
- Compagnie française des Indes orientales
- Sora-be, alphabet d'origine arabe adapté pour transcrire les langues du sud-est de Madagascar, en particulier l'antemoro, présent dans plus d'une centaine de manuscrits[6],[7],[8],[9].
- Vakodrazana ou hira gasy[10], théâtre populaire chanté, opérette, mené par des mpihira gasy (paysans-poètes)
- Andrianampoinimerina (1745c-1810), premier souverain d'une île presque unifiée autour du royaume merina

### 19esiècle
- Repères historiques : Royaume de Madagascar (1817-1897)
- Tantara ny Andriana eto Madagasikara (Histoire des Nobles à Madagascar)
- Le programme Mémoire du monde (UNESCO, 1992) a inscrit dans son registre international Mémoire du monde (au 15/01/2016), en 2009 : Archives royales (1824 – 1897)[11]
- Hain-teny, propos élaborés, poèmes courts métaphoriques, modèles de discours, formules, proverbes, contes, historiettes, histoires, dont l'usage par les Mérinas a fait l'objet d'un recueil par Jean Paulhan (1884-1968), Les Hain-Tenys Merinas (Geuthner, 1913 puis 2007).

#### Fin de siècle: colonisation européenne
- Expédition de Madagascar (1881-1882 et 1894-1895), Première guerre franco-malgache (1883-1885)
- Protectorat français de Madagascar (1882-1897), Expédition de Madagascar (1895)

## 20esiècle
La première période (1906-1938), celle des mpanoratra zokiny (anciens) principalement nés sous l'ancienne monarchie merina, et des mpanoratra zandriny (juniors) nés sous administration française, se résume à cinq périodes :
- 1906-1914 : miana-mamindra (apprendre à marcher), par des réputés croyants chrétiens, finalement réunis au Vy Vato Sakelika (1913),
- 1915-1922 : blocage français, répression, travaux forcés, bagne de Nosy Lava, exil, engagement…
- 1922-1929 : embona sy hanina (nostalgie),
- 1929-1932 : ny lasa (retour aux origines),
- 1932-1939 : mitady ny very (recherche de ce qui a été perdu).

Le premier poète malgache africain moderne, merina, Jean-Joseph Rabearivelo (1901 ou 1903-1937), a su mélanger des formes poétiques surréalistes, romantiques et modernistes avec des éléments de l'oratoire traditionnel malgache, et aussi (parmi les premiers) publier des romans historiques (et le seul opéra de style occidental de Madagascar). Son suicide par le cyanure en 1937 marque l'entrée en scène définitive de la littérature malgache moderne.

### Repères historiques
- Colonie de Madagascar et dépendances (1897-1958), Insurrection malgache de 1947
- Première République (Madagascar) (1958-1975), République démocratique malgache (1975-1992)
- Troisième République (Madagascar) (1992-2010)

### Revues littéraires
- 18 Degrés de Latitude Sud (1923), Les cahiers malgaches
- Capricorne, La Revue de Madagascar
- Tanamasoandro, Mpanolotsaina
- Du côté de chez Rakoto (1938-1939
- Madagascar (1930-1931)
- Revue des jeunes de Madagascar (&935)

### Auteurs malgaches
- Rajaonah Tselatra (1863-1931)[12], poète, dramaturge, Voninkazo 50 (50 fleurs, 1912)
- Ny Avana Ramanantoanina (1891-1940)[13], poète, écrivain
- Esther Razanadrasoa (1892-1931)
- Pasteur Rahajason (1897-1971), poète, écrivain
- Eliza Freda (Alfred Andrianaly) (1900-?), dramaturge
- Samuel Ratany (1901-1926)[14], poète, nouvelliste
- Jean-Joseph Rabearivelo (1903-1937), poète, nouvelliste, premier écrivain malgache d'expression française, Imaitsoanala (1933-1936), Aux portes de la ville (1934-1935)
- Fidelis Justin Rabetsimandranto (1907–1966)[15], nouvelliste, dramaturge
- S. Bem (Randrianasolo) (1908-?), dramaturge
- Laurent W. Ramambason[16] (1909-), prédicateur, poète, politique, Missiology (1999)
- Antoine de Padoue Rahajarizafy (1911-1974)
- Régis Rajemisa-Raolison (mg) (1913–1990)[17],[18], poète, éducateur, Sur les marches du soir (1940), Rites millénaires (1955), Antsa (1956), Lamba (1956), Antidote (1961)...
- Jacques Rabemananjara (1913-2005), poète, dramaturge, politique
- Raymond William Rabemananjara (1913–2010)[19], historien, écrivain
- Dox ou Jean Verdi Salomon Razakandraina (1913-1978), poète, dramaturge, romancier, traducteur
- Flavien Ranaivo (1914–1999), poète, écrivain
- Emilson Daniel Andriamalala (1918-1979)[20],[21], romancier, Ma Promise (1954 en malgache, 2020 en français)[22]
- Elie-Charles Abraham (pt) (1919–1989)[23], poète
- Georges Andriamanantena Rado (1923-2008), poète, journaliste
- Arthur Razakarivony (1897-?), dramaturge, Rodlish (1924), La bienfaisante vengeance (Ny valifaty mahavelona, 1925), Nofim-paradisa (1933), Le Jugement suprême (1939)
- Clarisse Ratsifandrihamanana (1926-1987), poétesse, écrivaine
- Lucien Xavier Michel-Andrianarahinjaka (1929-1997), écrivain, politique, poète
- Esther Nirina (1932-2004), poétesse, bibliothécaire
- Pierre Randrianarisoa (1932-2010)[24], historien, poète, diplomate, politique
- Esther Randriamamonjy (1933-)[25]
- Ramilison Besigara (en) (1934-2009) (Dadamily Besigara), poète, mpikabary, auteur d'œuvres d'opéra Hira Gasy, fondateur de la troupe Tarika Ramilison Fenoarivo
- Charlotte-Arrisoa Rafenomanjato (1936-2008)[26], écrivaine, traductrice, contuse, nouvelliste, romancière, dramaturge
- Victor Georges Andriananjason (1940–), musicien, écrivain
- Michèle Rakotoson (1948-), écrivaine, traductrice, journaliste
- Nestor Rabearizafy (1949-)[27], universitaire, enseignant, poète, dramaturge, Nocturne pour un dire (2003), La Sève des jours (2004), Les Mots comestibles (2004)
- Élie Rajaonarison (1951-2010), poète
- David Jaomanoro (1953–2014), poète, nouvelliste, romancier, dramaturge
- Narcisse Randriamirado (1954-)[28], journaliste, nouvelliste, romancier, dramaturge
- Hajasoa Vololona Picard Ravololonirina (1956-), universitaire, politique, poétesse, écrivaine, De Jaspe et de sang (1998)
- Naivo (en) (Naivoharison Patrick Ramanmonjisoa) (1960-), romancier, nouvelliste, Au-delà des rizières (2012)
- Johary Ravaloson (1965-)[29], romancier, nouvelliste, Les Larmes d’Ietsé (2013), Géotropiques (2010), La Porte du Sud (2003)
- Jean-Luc Raharimanana (1967-), écrivain, poète, romancier, dramaturge, de langue française, Le prophète et le président (1989), Lucarnes
- Marie Ranjanoro (1990-), romancière, Feux, fièvres, forêts (2023)
- Hary Rabary, romancière, Zakoa (2023)

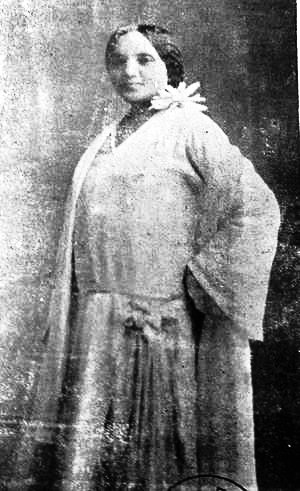
Esther Razanadrasoa (1892-1931)
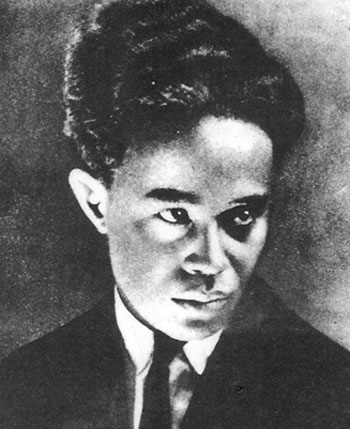
Jean-Joseph Rabearivelo (1901c-1937)
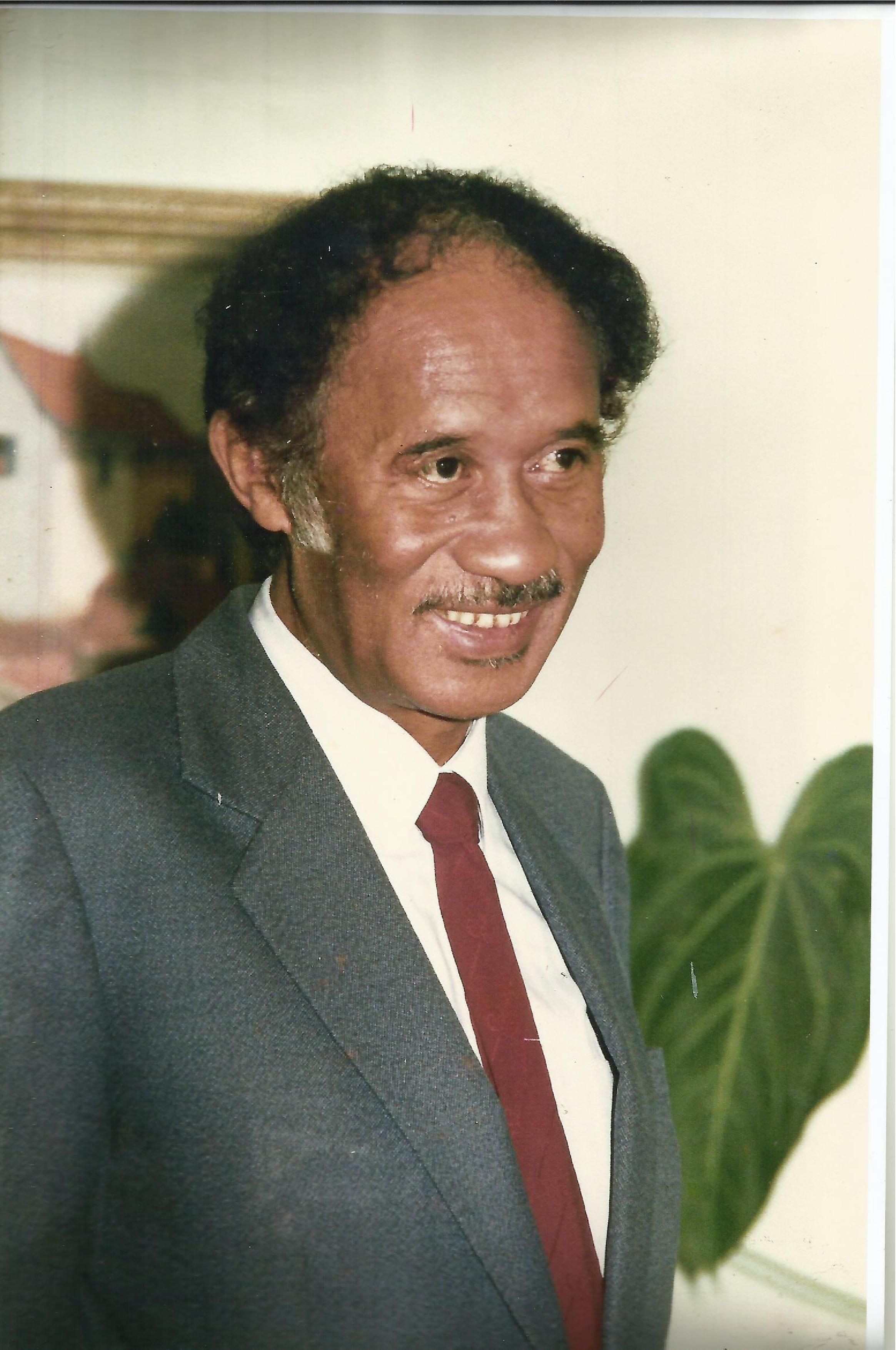
Lucien Xavier Michel-Andrianarahinjaka (1929-1997)
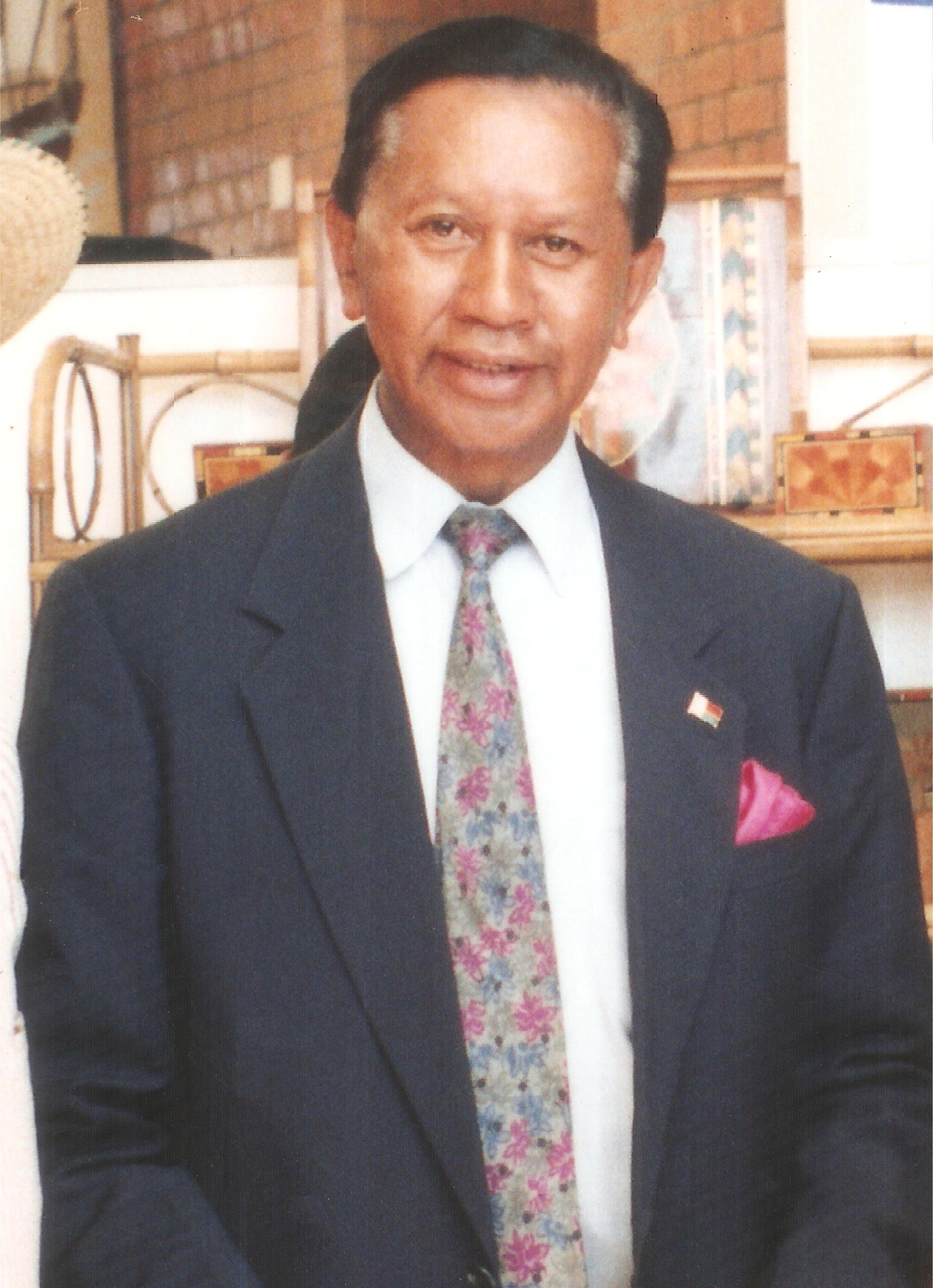
Pierre Randrianarisoa (1932-2010)
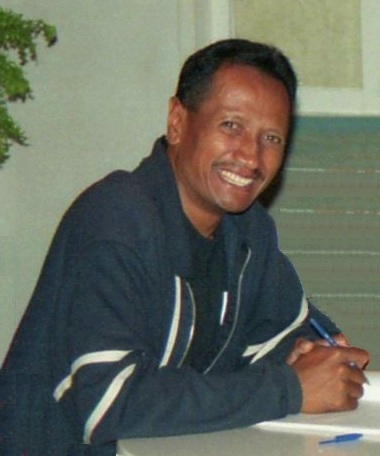
Élie Rajaonarison (1951-2010)

## 21esiècle
Les repères historiques sont réduits : Troisième République (Madagascar) (1992-2010), Crise politique de 2009 à Madagascar, Quatrième République (Madagascar) depuis 2010
La littérature orale contemporaine est toujours aussi importante. En témoignent les genres littéraires Betsileo, dans des variations plus actuelles, repérables dans les discours (kabary, hain teny), les chants, les chansons, le rap ,, le théâtre (Vakodrazana), les sermons, la radio et la télévision... (voir mémoire culturelle ou une forme collective de la fonction de griot).
Les écrivains actuels actifs reconnus sont : 
- Naivo (en) (Naivoharison Patrick Ramanmonjisoa) (1960-), romancier, nouvelliste, Au-delà des rizières[33], Paris, Sépia, 2012
- Johary Ravaloson[34] (1965-), romancier, nouvelliste, Les Larmes d’Ietsé , Géotropiques, La Porte du Sud
- Jean-Luc Raharimanana (1967-), écrivain, poète, romancier, dramaturge, de langue française, Le prophète et le président (1989), Lucarnes

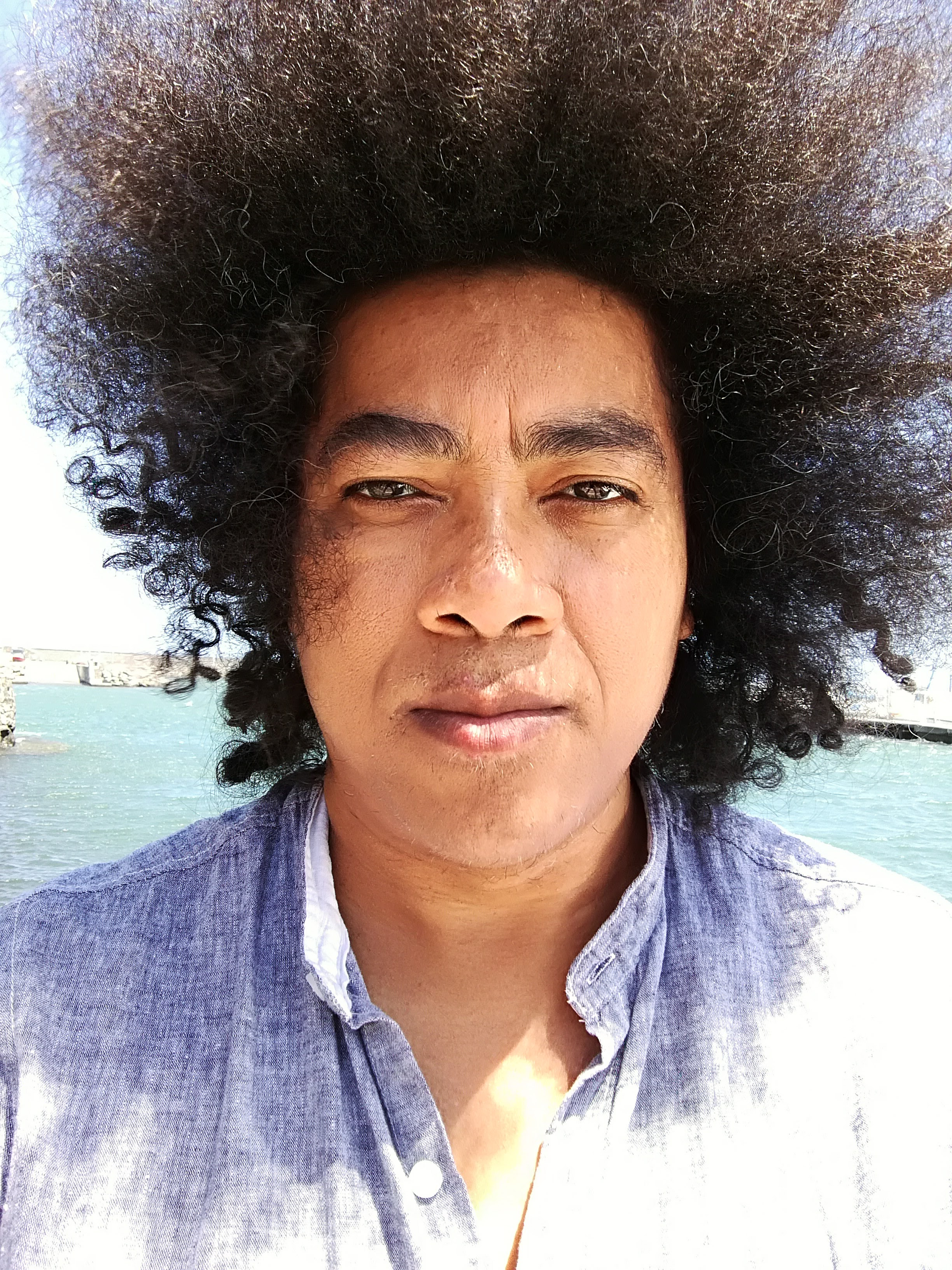
Jean-Luc Raharimanana (1977-)

## Auteurs
- Écrivains malgaches, Liste d'écrivains malgaches[35]
- Écrivains malgaches par genre

### Autres auteurs
- Solofo Randrianja[36], écrivain, historien, universitaire

## Œuvres
- Œuvres littéraires malgaches, Livres malgaches
  - Au-delà des rizières (2012)

## Théâtre
- La tradition orale et théâtre rural à Madagascar – Kabary -Hain-teny- culture orale, articulet

Emeline RAHOLIARISOA interprétant l'opéra Hira Gasy avec le troupe de son père Tarika Ramilison Fenoarivo. Le public est disposé en cercle autour de la troupe. Le spectacle a lieu à Ambatolampy en 1997.

La troupe Tarika Ramilison Fenoarivo fédère des troupes, et organise, depuis 1986 des activités d'animation, d'éducation, d'économie populaire solidaire. Ramilison Besigara (en), dit Dadamily Besigara (Ambatokely, 1934 – Isotry, 2009) en est le fondateur et animateur. Perline Razafiarisoa (1963-2007) en a été la grande figure d'hira gasy.

## Bande dessinée
- Anselme Razafindrainibe

## Institutions
- Académie malgache (1902)
- Prix littéraires à Madagascar
- Prix littéraire des Alliances Françaises de Madagascar (2018)
- Prix des Mascareignes
- Éditions Jeunes Malgaches (2004)

## Littérature sur Madagascar: regards non malgaches
- Découvreurs portugais [37]
- Expéditions françaises, scientifiques, religieuses et militaires ; archives diplomatiques et économiques...
- Roman colonial malgache[38], de/par/sur Vazahas
- Nivoelisoa Galibert, Chronobibliographie analytique de la littérature de voyage imprimée en français sur l’Océan Indien (Madagascar-Réunion-Maurice) des origines à 1896, Paris, Honoré Champion, 2000
- Nivo Andrianjafy-Ratsiomihamina, Madagascar dans la littérature française de 1558 à 1990, Thèse de Doctorat d’Etat de Lettres, Paris-Nord, 1995
- Françoise Chenet (sous la direction de), Routes malgaches, Revue Les carnets de l’exotisme, no 2-3, Poitiers, Le Torii éditions, 1990

### 17esiècle
- Étienne de Flacourt (1607-1660), Histoire de la Grande Isle Madagascar, Nouvelle édition annotée, augmentée et présentée par Claude Allibert (1661), 2007, Paris, Karthala, 712 pages
  - Claude Allibert (dir.), Autour d’Etienne de Flacourt, Revue « Etudes Océan Indien », no 23-24,Paris, INALCO

### 18esiècle
- Daniel Defoe (1660-1731), Madagascar ou le journal de Robert Drury, Londres, 1729
- Évariste de Parny (1753-1814), Chansons madécasses, 1787

### 19esiècle
- Ida Pfeiffer (1797-1858), Voyage à Madagascar, 1881[39]
- André Coppalle (1800?-1850?), Voyage dans l’intérieur de Madagascar et à la capitale du roi Radama I en 1825-1826 (1910) [40],[41], éditions la Lanterne magique, Paris, 2006
- B.-F. Leguével de Lacombe (1800?-1870?) [42], Voyage à Madagascar et aux îles Comores : 1823 à 1830 (1840)
- Émile Raymond Blavet (1838-1924)[43], Au pays malgache (1897)
- Henri Pouget de Saint André (1858-1932)[44], La colonisation de Madagascar sous Louis XV, d'après la correspondance inédite du comte de Maudave (1886)
- Etienne Grosclaude (1858-1932), Un Parisien à Madagascar (1898)
- Henri Louis Douliot (1859-1892), Journal du voyage fait sur la côte ouest de Madagascar, 1891-1892, Bulletin de la Société de Géographie, 1893, 1895 et 1896

### 20esiècle
- Edouard Deburaux (1864-1904)[45], Léo Dex et Maurice Dibos, Voyage et aventures d'un aérostat à travers Madagascar insurgée, 1901, réédition 2009
- Pierre Mille (1864-1941), Mes trônes et dominations (1936)
- Charles Renel (1866-1925), La race inconnue (1910), La coutume des ancêtres (1913), Le "décivilisé" (1923), La fille de l'île rouge (1924), L'oncle d'Afrique (1926)
- Myriam Harry (1869-1958), Routes malgaches (1943)
- Charles Renel (1870-1925), La race inconnue (1910)[46], Le décivilisé, La coutume des ancêtres, La fille de l’Île Rouge, L’oncle d’Afrique, La métisse
- Roger Martin du Gard (1881-1958), Le voyage à Madagascar (1934)
- Jean Paulhan (1884-1968), Aytré qui perd l’habitude (1910)
- Pierre Benoit (1886-1962), Le Commandeur (1960)
- Jean d'Esme (1894-1966), Epave australe (1931)
- Octave Mannoni (1899-1989), ethnologue, philosophe, psychanalyste, Prospero et Caliban. Psychologie de la colonisation (1950)
- Victor Sartre (1902-2000), évêque, Mémoires : pour l'histoire à Madagascar-- 1933-1990 (2008)
- André Brunel (1912-1981), médecin
- Claude Simon (1913-2005), L’acacia (1989)
- Max-Pol Fouchet (1913-1980), Les peuples nus (1953)
- Robert Mallet (1915-2002), recteur de l’université de Tananarive, Mahafaliennes (1961), Région inhabitée (1964)
- Jean-Maurice Comte (1921-?)[47], Les rizières du Bon Dieu (1966)
- George Lejamble (1921-2001)[48], Les Coloniaux, Les chênes de la place Colbert, ou BBC nostalgie
- Ferdinand Déléris (1922-2009)[49], Le Vazaha
- Jacques Lalut (1923-2011)[50], La Promesse
- Alain Gandy (1924-2015), Le sang des colons
- Louis Szumski (1927-2000), Les Mikeha
- Guy Pommereau (1928-)[51], Tropiques d’antan (1993)
- Patrick Cauvin (1932-2010), Villa Vanille
- Pierre Sogno (1932-)[52], Ranavalo, reine cruelle (1990)
- Adrien Le Bihan (1938-), Retour de Lémurie (1993)
- Monique Agénor (1940-)[53], Comme un vol de papang(1998), Cocos-de-mer (2000).
- Suzanne Mollet (1940?)[54], Lucile Allorge (1937-), Histoire du parc botanique et zoologique de Tsimbazaza (2000)
- Bernard Ucla (1942 ?)[55], Madagascar, les larmes du roi Radame (1992)
- Jean-Patrick Lebel (1942-2012), cinéaste
- Chantal Serrière (1946-)[56], Pangalanes, retour à Madagascar (2001)
- Jacques Lardoux (1944-)[57], Mihamavana Madagascar (1999)
- Antoine (chanteur) (1944-)
- Jean-Marie Seillan (1946-)[58], ''La (para)littérature (pré)coloniale à la fin du XIXe siècle[59]
- Éric Nonn (1947-2017), Imerina (1998)
- François Thibaux (1947-)
- Daniel Vaxelaire (1948-)[60], Chasseurs de Noirs (1982), L’île des damnés (1999)
- Pedro Opeka (1948-), humanitaire
- Dominique Ranaivoson (1950 ?-)[61], La littérature coloniale entre 1896 et 1960 (à Madagascar)[62]
- Jean Decampe (1951?-1992)[63], L’ombrelle écarlate (1992)
- Madeleine Malet (1952-)[64], Zanatane, Fleur de lances (1997)
- Philippe Jeantot (1952-2016), navigateur
- Philippe Eidel (1956-2018), musicien
- Jean-Luc Coatalem (1959-), Les beaux horizons (1997)
- Laurence Ink (1960-)[65], Chants de corail et d’argent (2001)

### 21esiècle
- Michaël Ferrier (1967-), Mémoires d’outre-mer[66], Paris, Gallimard, 2015
- Douna Loup (1982-), L'Oragé, Paris, Mercure de France, 2015

### Discographie
- Les littératures des îles de l'océan Indien par Jean-Louis Joubert, (enregistrement lors de la rencontre Couleur saphir, no 91, du 27 février 2004), ARCC, Paris, 51'